# 蒲田町 (名古屋市)
蒲田町（がまだちょう）は、愛知県名古屋市南区の地名。

## 歴史

### 町名の由来
豊田町字西蒲田に由来する。

### 沿革
- 1930年（昭和5年）11月26日 - 南区豊田町の一部により、同区蒲田町が成立[3]。
- 1953年（昭和28年）10月15日 - 一部が瑞穂区に編入され、同区蒲田町となる[3]。
- 1960年（昭和35年）3月20日 - 瑞穂区蒲田町の全域が新設の同区南浜通に編入され消滅[4]。
- 1985年（昭和60年）11月3日 - 南区蒲田町の一部が同区豊二丁目・豊三丁目にそれぞれ編入される[3]。
- 1993年（平成5年）11月22日 - 残部が南区豊四丁目に編入され消滅[5]。